# Куимбра (окръг)
Куимбра е един от 18-те окръга на Португалия. Площта му е 3974 квадратни километра, а населението – 405 206 души (по приблизителна оценка от декември 2019 г.). Разделен е допълнително на 17 общини, които са разделени на 209 енории.